# Та-Нехиси Коутс
Та-Нехиси Коутс (на английски: Ta-Nehisi Coates)  е американски писател и журналист.

## Биография
Коутс е роден на 30 септември 1975 г. в Балтимор, Мериленд. Баща му Уилям Пол Коутс е ветеран от войната във Виетнам, бивш член на Партията на черните пантери, издател и библиотекар. Майка му Шерил Лин Коутс е учителка. Бащата на Коутс основава и управлява Black Classic Press, издателска компания, специализирана в афроамерикански заглавия, а в мазето на къщата на семейство Коутс е инсталирана печатна преса.
Бащата на Коутс има седем деца, пет момчета и две момичета, от четири жени. Първата му съпруга му ражда три деца, майката на Коутс има две момчета, а другите две жени – по едно дете. Децата са отгледани заедно в сплотено семейство, като повечето живеят с майките си и понякога с баща си. Коутс споделя, че е живял с баща си по време на цялото си образование  и че в дома им много се е държало на семейните ценности, уважение към по-възрастните и принос към общността.
Интересът на Коутс към литературата започва от ранна възраст, когато майка му, в отговор на неговото лошо поведение, го карала да пише есета.  Работата на баща му също му оказва огромно влияние.
Той добива широка популярност още с работата си като кореспондент за списание „Атлантик“, където пише по културни, социални и политически въпроси, особено свързани с афроамериканците и бялото превъзходство.
Коутс е работил и за други издания катоThe Village Voice, Washington City Paper, Time, The New York Times Magazine, The Washington Post, The Washington Monthly, O.
Той е автор на три документални книги: The Beautiful Struggle, Between the World and Me, която печели Националната награда за нехудожествена литература през 2015 г. и We Were Eight Years in Power: An American Tragedy.
Коутс също е написал няколко броя от комиксите за „Черната пантера“ и „Капитан Америка“ на Марвел Комикс . 
Първият му роман „Танцуващата с вода“ (The Water Dancer) излиза през 2019 г., а у нас е публикуван от издателство „Кръг“ през 2023 г. в превод на Владимир Германов.
През 2015 г. получава Genius Grant от фондация „Макартар“. 

### Комикси
През 2016 г. Коутс пише шестия том от поредицата Черната пантера на Marvel Comics заедно с художника Браян Стелфрийз. Брой №1 е пуснат в продажба на 6 април 2016 г. и се продава в над 253 хиляди копия, превръщайки се в най-продавания комикс за април 2016 г. 
Коутс също така пише спиноф на „Черната пантера“ – „Черната пантера и екипажът“, от който излизат шест броя, преди да го спрат. През 2018 г. Коутс обявява, че ще напише девети том от поредицата за Капитан Америка.

### „Танцуващата с вода“ (The Water Dancer)
Първият роман на Коутс, The Water Dancer, е публикуван през 2019 г. и представлява сюрреалистична история, развиваща се във времето на робството. Тя разказва за Хайрам Уокър, който притежава фотографска памет, но не може да си спомни майка си. Той е способен да транспортира хора на далечни разстояния с помощта на сила известна като „проводимост“. Силата му може също така да сгъне земята като плат. 

## Произведения

### Самостоятелни романи
- The Water Dancer (2019)[17]

### Документалистика
- Between the World and Me (2015)[17]
- The Beautiful Struggle (2019)